# Gianfranco Fiore Donati
Gianfranco Fiore Donati (* 1946 in Teramo) ist ein italienischer Regisseur.
Fiore Donati beschäftigte sich mit Arbeiten für die Werbebranche und fand auch Gelegenheiten, für das Fernsehen zu wirken. 1985 entstand sein einziger Kinofilm nach eigenem Drehbuch, Blu cobalto, der jedoch nach seinen Festivalvorführungen keinen Verleih fand. Als Theaterregisseur inszenierte er u. a. La notte di Beate von Anna Bonaiuto.

## Filmografie
- 1985: Blu cobalto[4]